# 拉斐尔·伊斯基耶多·古铁雷斯
拉斐尔·杰罗尼莫·卡亚塔诺·伊斯基耶多-古铁雷斯（西班牙語：Rafael Gerónimo Cayetano Izquierdo y Gutiérrez；1820年9月30日—1883年11月9日），是西班牙的军官、政治家，曾担任菲律宾总督，任内镇压了1872年马尼拉甲米地的暴动。